# António Variações

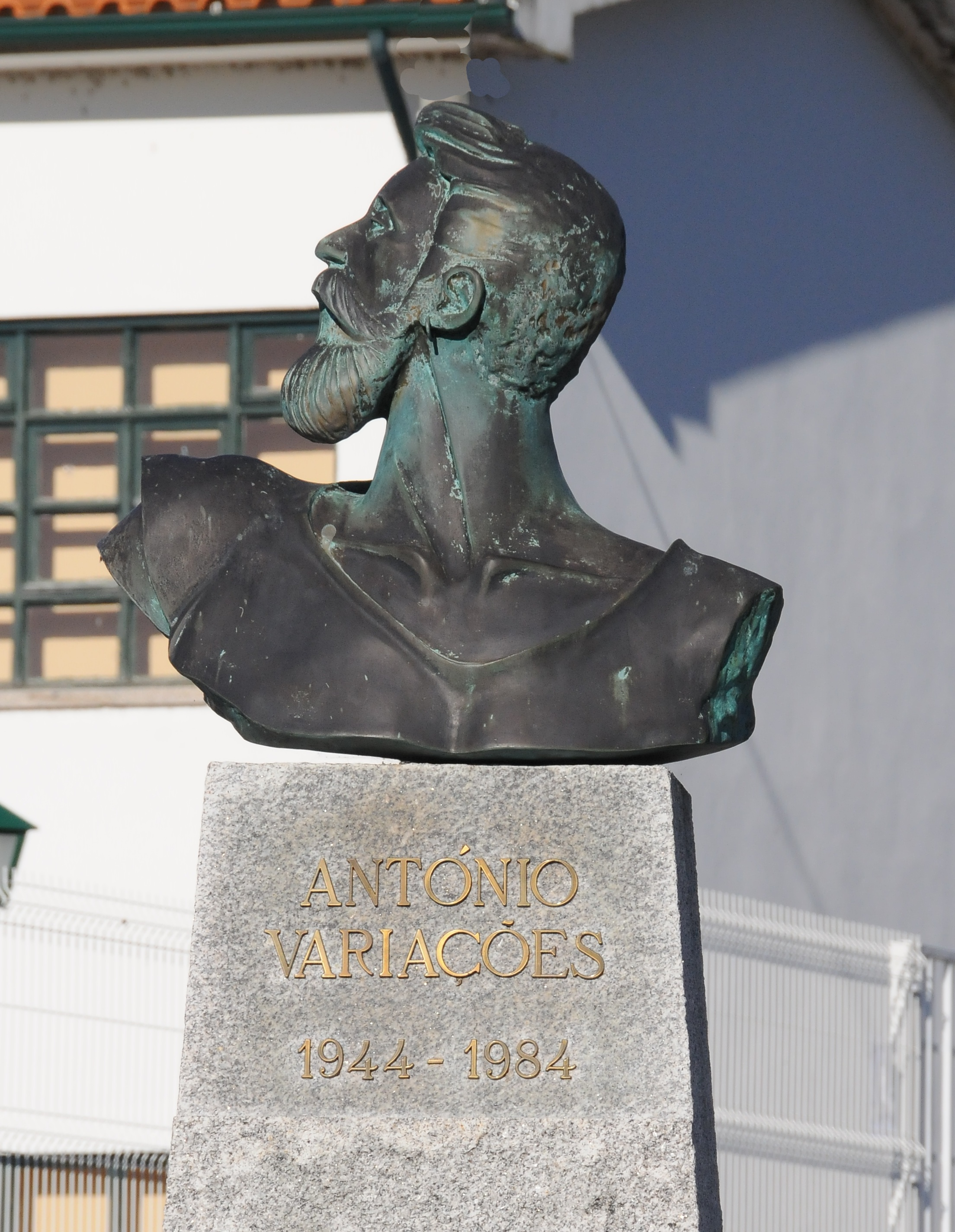
Büste von António Variações in der Heimatgemeinde Fiscal

António Joaquim Rodrigues Ribeiro (* 3. Dezember 1944 in Lugar de Pilar, Fiscal; † 13. Juni 1984 in Lissabon) war ein portugiesischer Sänger und Songwriter. Trotz seiner kurzlebigen Karriere, aufgrund seines vorzeitigen Todes im Alter von 39 Jahren, wurde er unter dem Künstlernamen António Variações einer der kulturell bedeutendsten Künstler der neueren portugiesischen Geschichte. Seine aufgezeichneten Werke vermischen zeitgenössische Musik mit traditionellen portugiesischen Rhythmen und Melodien, die Komposition von Musik, die für viele ein Symbol für die Liberalisierung, die in der portugiesischen Gesellschaft nach der Nelkenrevolution von 1974 aufkam. Der ursprüngliche und provokative Charakter seiner aufgenommenen Werke bringt ihm weiterhin Anerkennung als einer der innovativsten Künstler der jüngeren Geschichte der portugiesischen Popmusik.

## Erste Jahre
António Variações wurde in Lugar do Pilar, einer kleinen Ortschaft in Fiscal (Amares, Braga) als fünftes von zehn Kindern von Deolinda de Jesus und Jaime Ribeiro geboren. Als Kind brachte ihn seine Liebe zur Musik oft von seiner zu verrichtenden Feldarbeit ab, um bei lokalen Folklore-Festen zu feiern. Er absolvierte die Grundschule im Alter von elf Jahren und begann bald darauf seinen ersten Job mit der Anfertigung kleiner Schmuckstücke in der Nachbargemeinde Caldelas.
Im Alter von zwölf kam er in die Hauptstadt Lissabon, um in einem Büro zu arbeiten. Von 1964 bis 1967 war er als Wehrpflichtiger während des portugiesischen Kolonialkriegs  in Angola, wovon er wieder heil und gesund zurückkam, um im Anschluss für ein Jahr in London als Tellerwäscher in einer Schule zu arbeiten. 1976 kehrte er kurzzeitig wieder nach Portugal zurück, um im Anschluss nach Amsterdam zu gehen, wo er sich zum Friseur ausbilden ließ, den Beruf, den er nach der Rückkehr nach Lissabon im folgenden Jahr weiterhin ausführte. Er eröffnete den ersten Unisex-Salon in Portugal und danach einen Friseurladen in der Innenstadt (mit der Intuition, dass unter seinen dortigen Kunden mehr Personen aus dem Musikgeschäft stammen, die ihm beim Start seiner Karriere behilflich sein könnten).
Parallel zu diesem Job begann er nachts in der lokalen Clubszene, zusammen mit einer Gruppe von Musikern namens Variações (übersetzt: Variationen, ein Wort, das die Vielfalt der gesanglichen Einflüsse, sowie Sound und Stil suggeriert), aufzutreten. Durch seine grelle Optik und Camp-Modeaccessoires, die für einen Mann zu der Zeit in Portugal ungewöhnlich waren, wurde man auf ihn aufmerksam.

## Karriere

### Vertrag mit Valentim de Carvalho
Im Jahr 1978 übergab Antonio ein Demokassette an Valentim de Carvalho, eine der wichtigsten Plattenfirmen in Portugal, aber trotz der Unterzeichnung eines Vertrages, konnte er für weitere vier Jahre nichts aufnehmen, da die Führungskräfte des Labels nicht sicher waren, welches Genre, ob Folk- oder Pop-Musik, am besten zum Schaffen des Künstlers passt und konnten deshalb nicht zu einem Konsens darüber kommen, wie der ungewöhnliche Künstler vermarktet werden sollte. Im Februar 1981 erschien er mit seiner Band in einer beliebten TV-Show von Júlio Isidro, genannt Passeio dos Alegres, vorgestellt als António e Variações und spielte zwei bisher unveröffentlichte Songs (Toma o comprimido und Não michconsumas). Nach diesem Auftritt wurde er mehrmals als Gast bei Febre de Sábado de Manhã, einer Radio-Show auf Rádio Comercial, vom selben Gastgeber vorgestellt.

### „Anjo da Guarda“
Im Juli 1982 wurde seine erste Single veröffentlicht, dieses Mal unter dem Namen António Variações. Diese Aufnahme enthält eine Coverversion des ursprünglichen Fado-Liedes Povo Que Lavas No Rio, verewigt von der Diva des Genres, Amália Rodrigues, und ein Lied seiner eigenen Autorschaft, Estou Além. Der Cover-Song des unantastbaren Fado verursachte Kontroversen, aber im Laufe der Zeit wurde es wie eine herzliche Hommage von Variações an Amália Rodrigues angenommen, der er seine erste, 1983 veröffentlichte, LP Anjo da Guarda widmete, welches gute Kritiken und populäre Anerkennung erhielt. Zwei der Songs aus dieser Veröffentlichung, O Corpo É Que Paga und E P'ra Amanhã wurden häufig im Radio gespielt, wobei letztere als Sommer-Single veröffentlicht wurde.

### „Dar & Receber“
Nach einer Reihe von Konzerten kehrte António ins Studio zurück und nahm zwischen dem 6. und 25. Februar 1984 seine zweite und letzte LP mit dem Titel Dar & Receber auf, die im Mai des gleichen Jahres veröffentlicht wurde und ebenso große und vielschichtige Begeisterung erfuhr (mit dem Song Canção de Engate, einem der größten Erfolge des Künstlers). Zwei Monate später gab er sein letztes Konzert in der portugiesischen Gemeinde Viatodos während des Festivals von Feira da Isabelinha. Im April hatte er seinen letzten öffentlichen TV-Auftritt in der Show „A Fest Continua“, moderiert von Júlio Isidro.

## Tod
Am 18. Mai 1984 wurde Variações mit Symptomen asthmatischer Bronchitis in das Krankenhaus Pulido Valente eingeliefert und später in das Rot-Kreuz-Klinikum überwiesen. Zu diesem Zeitpunkt war die Gesundheit des Künstlers stark geschwächt, und das Gerücht, dass er an AIDS erkrankt sei, kam in Umlauf, was ihn angesichts der Vorurteile gegenüber der Krankheit zur Zielscheibe für Diskriminierung machte. Bis auf seine Familie und engsten Freunden erhielt er wenige Besuche während seines Aufenthaltes im Krankenhaus. Im Juni wurde durch die Presse eine erhebliche Verschlechterung seines Gesundheitszustands bekannt. Am Morgen des 13. Juni starb António Variações aufgrund einer beidseitigen Bronchopneumonie.
Die Trauerfeier fand am 15. Juni an der Estrela Basilika statt, wo ihm Familie, Freunde, Musikerkollegen, Barbiere und Fans die letzte Ehre erwiesen. Die Beerdigung führte zu einigen Kontroversen, da behördlich angeordnet wurde, dass sein Sarg geschlossen bliebe, aufgrund von Befürchtungen um die öffentliche Gesundheit, die mit dem Gerücht zu tun hatten, demzufolge er an AIDS-assoziierten Komplikationen gestorben sei. Die Familie von António Variações erkennt nicht an, dass dies die eigentliche Ursache des Todes war (ebenso nicht, dass er homosexuell war), aber es wird von den meisten angenommen, dass er einer der ersten öffentlichen Opfer der Krankheit in Portugal war. Seine ehemalige Managerin, Teresa Couto Pinto, behauptete, dass Variações vor seinem Tod klinische Test aus den Vereinigten Staaten erhalten habe, die belegen, dass er tatsächlich HIV-positiv war. Seine sterblichen Überreste wurden auf dem Friedhof von Amares bestattet.

## Musik-Stil
António Variações hatte keine formale musikalische Ausbildung. Sein erster musikalischer Einfluss war sein Vater, der Akkordeon und Cavaquinho spielte, aber nie die Chance hatte, ein ernsthafter Musiker zu werden. Durch seine Reisen ins Ausland war Variações in der Lage, in Kontakt mit Künstlern und Genres, die zuhause nicht sehr bekannt waren, zu kommen, und begann Genres wie Pop, Rock, Jazz, Blues und New Wave mit seinem portugiesischen Folk und Fado-Wurzeln zu kombinieren.
Er spielte kein Musikinstrument und wusste auch nicht, wie man Musik komponiert, ließ sich davon aber nicht abbringen Musik zu machen. Er benutzte ein Tonbandgerät und imitierte Klänge und Rhythmen, während er sang, mit seiner eigenen Stimme oder sogar durch Klopfen seiner Hände auf verschiedene Objekte. Diese Aufnahmen wurden dann von den ihn unterstützenden Studiomusikern als Grundlage für die Song-Arrangements verwendet. Variações' Musik zeichnet sich durch Verwendung einer Vielzahl von Instrumenten aus – von Synthesizern, portugiesische und klassische Gitarren, Akkordeons und viele mehr aus. Die Genre-Definition für seine Musik beschrieb er selbst als: etwas zwischen Braga und New York, was die kosmopolitischen und doch bodenständig und ländlichen Aspekte seines elektrischen Stils ausmacht. Er war im wahrsten Sinne des Wortes darauf bedacht, zu einem beliebten Künstler zu werden, und er schaffte es, ein sehr unterschiedliches Publikum zu erreichen, von den Arbeitern zu den Angestellten, den Ungebildeten und den Intellektuellen, für Jung und Alt gleichermaßen.

### Lyrik
Obwohl er nur die Mindestbildung genoss (zu der Zeit waren vier Jahre Grundschule ausreichend, er besuchte jedoch in Lissabon die Nachtschule für einige Zeit), und keine musikalische Ausbildung hatte, hatte Variações ein tiefes Gefühl für Rhythmus und eine scharfe Beherrschung des geschriebenen Wortes. Variações Texte sind oft eine Mischung aus Sprichwörtern, Volksweisheiten und persönlichen Erfahrungen. Der populäre Charakter seiner Worte machte es einfach für die meisten seiner Zuhörer mit den Themen der Songs, welche oft von Unruhe, Gefühle von Realitätsflucht oder der trügerischen Natur von Liebesaffären zu identifizieren. Ein paar seiner Lieder haben einen autobiographischen Resonanz (wie z. B. Olhei P'ra Trás, indem er die traurige, aber hoffnungsvolle Ausreise aus seinem kleinen Dorf beschreibt oder Deolinda de Jesus, das seiner Mutter gewidmet ist).

### Einflüsse

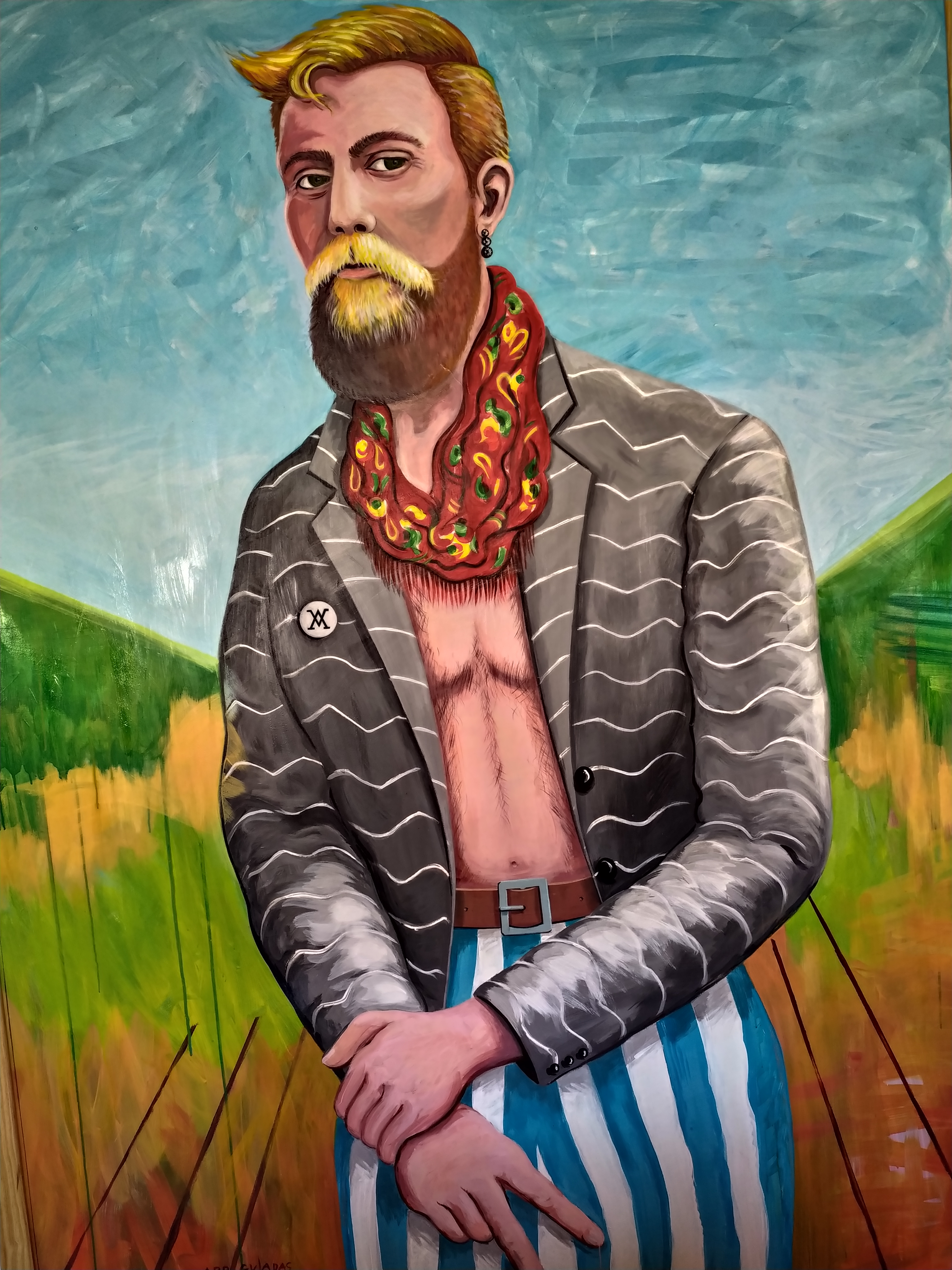

António Variações war ein glühender Verehrer des portugiesischen Dichters Fernando Pessoa (Die LP Dar & Receber wurde Pessoa in einem kryptisch unvollendetem Satz gewidmet, benutzte eines seiner Gedichte in dem Lied Canção) und einige seiner Texte weisen Gemeinsamkeiten mit den Gefühlen auf, die Pessoa in einigen Gedichte ausgedrückt. Ein weiterer wichtigster Einflüsse war Amália Rodrigues, eine Fado-Sängerin von internationalem Ruf. Außer der ihr gewidmeten ersten LP und einem von ihr gecoverten Lied schrieb er auch eine Ode an die Sängerin, das Lied Voz-Amalia-de-Nos, in dem er singt „Jeder von uns hat Amália in unserer Stimme und wir haben in ihrer Stimme die Stimme von uns allen“ (Amália Rodrigues ist eine nationale Ikone in Portugal). Beide Künstler trafen nur einmal am 26. Mai 1983 für ein Konzert in der Aula Magna in der Universität von Lissabon zusammen. Amália hat sich für seine Hommage durch Teilnahme an seiner Beerdigung bedankt.
Bei seinen zahlreichen Reisen ins Ausland wurde er mit der Arbeit von ausländischen Künstlern wie David Bowie, Bryan Ferry, The Kinks, Elvis Presley und die Beatles bekannt. Diese Begegnung mit einer anderen Musikkultur hinterließ einen tiefen Eindruck auf ihn; ein Beweis dafür ist die Tatsache, dass seine ersten Musikversuche in englischer Sprache geschrieben wurden. Diesen Ansatz gab er während der Suche nach einem authentischen und persönlichem Stil bald auf und schrieb nur noch auf Portugiesisch.

### Mitarbeiter
Da Variações nicht wusste, wie man Musik komponiert, benötigte er beim Schreiben die Zusammenarbeit mit anderen Musikern, sowie bei der Aufnahme und der Produktion. Zuerst arbeitete er mit den Musikern Vítor Rua, Toli César Machado (beide von der Band GNR) und José Moz Carrapa auf seiner ersten LP „Anjo da Guarda“ zusammen, und dann mit Pedro Ayres Magalhães und Carlos Maria Trindade, dazumal Mitglieder der Band Heróis do Mar (und später Madredeus) bei der Aufnahme von „Dar & Receber“. Die fünf Mitglieder von Heróis do Mar waren Antónios Studio-Band, und freundeten sich mit Variações an, vor allem Pedro Ayres Magalhães, der liebevoll von ihm im Covertext von Dar & Receber schreibt: „Ich danke Dir António, für Deine Begeisterung und Vertrauen, und ich möchte an dieser Stelle schreiben, dass ich eine Freundschaft gewonnen habe“.

## Humanos
Zum Zeitpunkt seines Todes hinterließ Variações eine Kiste mit über vierzig Bänder- und Studio-Rollen, die für eine lange Zeit in Vergessenheit geraten waren, und zunächst in den Besitz seines Bruders, Jaime Ribeiro, gingen. Diese wurden dann mehr als zehn Jahre von David Ferreira bei EMI-Valentim de Carvalho gehalten, bis der Journalist Nuno Galopim begann, sich diese anzuhören und zu transkribieren, welches den Beginn des Musikprojekts Humanos darstellt.

## Diskografie

### Alben
| Jahr | Titel                                                       | Höchstplatzierung, Gesamtwochen, AuszeichnungChartsChartplatzierungen (Jahr, Titel, Platzierungen, Wochen, Auszeichnungen, Anmerkungen) | Anmerkungen                                             |
| Jahr | Titel                                                       | PT | Anmerkungen                                             |
| ---- | ----------------------------------------------------------- | --- | ------------------------------------------------------- |
| 1984 | Dar & Receber                                               | PT16 (3 Wo.)PT | Charteinstieg in PT erst 2019                           |
| 1997 | O Melhor de António Variações                               | PT1 ×2Doppelplatin · (28 Wo.)PT | Kompilation Charteinstieg in PT erst 2004               |
| 2006 | A Historia de António Variações – entre Braga e Nova Iorque | PT3 Platin · (21 Wo.)PT | Kompilation, die bisher unveröffentlichte Demos enthält |
| 2019 | Variações                                                   | PT2 (13 Wo.)PT | Soundtrack                                              |

grau schraffiert: keine Chartdaten aus diesem Jahr verfügbar
Weitere Alben
- 1983 – Anjo da Guarda
- 1998 – Anjo da Guarda (drittes Studioalbum, beinhaltet die Bonus-Track Povo que Laven no rio)
- 2000 – Dar & Receber (viertes Studioalbum, enthält drei Versionen (von denen zwei Remixes) von Minha cara sem fronteiras)

### Singles
| Jahr | Titel Album                    | Höchstplatzierung, Gesamtwochen, AuszeichnungChartsChartplatzierungen (Jahr, Titel, Album, Platzierungen, Wochen, Auszeichnungen, Anmerkungen) | Anmerkungen                   |
| Jahr | Titel Album                    | PT | Anmerkungen                   |
| ---- | ------------------------------ | --- | ----------------------------- |
| 1997 | Canção de engate Dar & Receber | PT83 (1 Wo.)PT | Charteinstieg in PT erst 2019 |

grau schraffiert: keine Chartdaten aus diesem Jahr verfügbar
Weitere Singles
- 1982 – Povo Que Lavas No Rio / Estou Além
- 1983 – É P'ra Amanhã... / Quando Fala Um Português ...
- 1997 – O Corpo É Que Paga / É P'ra Amanhã… (Remix von Nuno Miguel)
- 1998 – Minha cara sem fronteiras – entre Braga e Nova Iorque

### Tribute
- Cover-Songs
  - 1987 – Delfins – Canção de Engate
  - 1995 – Amarguinhas – Estou Além
  - 1996 – MDA – Dar & Receber
  - 1996 – MDA – Estou Além
  - 2004 – Donna Maria – Estou Além
  - 2005 – RAMP – Anjinho da Guarda
- Alben
  - 1989 – Lena D’Água – Tu Aqui
  - 1994 – Variações – As Canções de António
  - 2004 – Humanos – Humanos

## FilmbiografieVariações
Ein biographischer Film über António Variações befand sich lange in der Vorproduktion. Das erste Skript wurde vom Regisseur João Maia geschrieben, wurde aber als für die Produktion ungeeignet angesehen und zwischenzeitlich ein neues Skript von Evan J. Maloney geschrieben. João Maia befand sich danach in einem Rechtsstreit mit Utopia Filmes, der Produktionsfirma, die den Film finanzieren wollte. Der Film war zur Veröffentlichung 2009 geplant.
Am 22. August 2019 kam der Film unter dem Titel Variações schließlich in die Kinos, von einer breiten Werbekampagne und medialem Interesse begleitet, von Fernando Vendrells Produktionsfirma David & Golias produziert und im Vertrieb des NOS-Filmverleihs.

## Trivia
- António Variações starb am Tag des heiligen Antonius von Lissabon und dem Geburtstag von Fernando Pessoa, dessen Poesie Variações stark beeinflusste.
- Als Fernando Pessoa starb, hinterließ er einen Koffer voller unveröffentlichter Werke und Fragmente, ähnlich wie Variações eine Schachtel mit ungehörten Aufnahmen und Werken, die sich in Arbeit befanden, sowie lyrische Fragmente hinterließ.
- Variações machte auf seine Sänger- und Songwriter-Talente beim beliebten Radio- und TV-Moderatoren Júlio Isidro aufmerksam, indem er ihm einen neuen Haarschnitt verpasste.
- Er schnitt auch die Haare der Mitglieder von Heróis do Mar. Zu der Zeit waren sie in einer Band namens Corpo Diplomático und er machte ihnen New-Wave-Haarschnitte für einen Fototermin. Er gab auch seiner Managerin, Teresa Couto Pinto, eine radikale Meckifrisur, die ihr den Namen „Punk Teresa“ einbrachte.
- Sein Haus wurde von Besuchern als ein seltsamer Ort beschrieben, mit einer Kunststoffpuppe direkt am Eingang. Seine Schlafzimmerwände waren in Rosa gehalten, das noch weiter aufgehellt wurde, wenn eine rote Lampe brannte. Sein Friseurladen wurde ebenfalls in einer extravaganten Art und Weise eingerichtet, mit kräftigen Farben, Ballsaal-Kleidern und alten Flakons.
- Er hatte eine Leidenschaft für Trödel und sammelte verschiedene Objekte auf Flohmärkten, die er nach Themen (wie Typ, Farbe etc.) sortierte. Es wird gesagt, dass seine Sammlungen so groß seien, dass sie ganze Räume vom Boden bis zur Decke füllten.
- Er rauchte nicht, trank keinen Alkohol und begann in der Regel seinen Tag mit Training im Fitness-Studio.
- Bei Interviews war Variações berühmt für mutige und provokante Äußerungen. Bei einem erklärte er, dass Amália Rockmusik singen könnte.
- Er hielt sich für einen „nicht-praktizierenden“ Katholiken, aber schätzte die ruhige Atmosphäre und die Schönheit der Kirchen.
- António Variações wurde auf Platz 98 in einer öffentlichen Umfrage der TV-Show „Os Grandes Portugueses“ gewählt.
- Variações bekannte sich vor seinem Tod offen zu seiner Homosexualität.